# ラウール・タムード
ラウール・タムード・モンテーロ（Raúl Tamudo Montero、1977年10月19日 - ）は、スペイン・カタルーニャ州バルセロナ県サンタ・クローマ・ダ・グラマネート出身の元サッカー選手。元スペイン代表。ポジションはFW。

## 経歴

### クラブ
RCDエスパニョール
地元のRCDエスパニョールの下部組織出身で、1997年3月にトップチームに昇格した。デポルティーボ・アラベスとUEリェイダに計1シーズン半の間レンタル移籍し、1999-2000シーズンにRCDエスパニョールに復帰すると、そのシーズンのコパ・デル・レイでは決勝に進出し、アトレティコ・マドリードのGKトニ・ヒメネスからボールを奪ってゴールを決めた。2001年にはスコットランドのレンジャーズFCと契約する寸前まで至ったが、メディカルチェックにひっかかったためにすんでのところで移籍は取りやめられた。移籍話が破談になった直後のUEFAカップ・グラーツァーAK（オーストリア）戦でハットトリックを達成し、4-0の快勝で勝ち抜けを決めた。2003-04シーズンにはキャリアハイの19得点を挙げた。
2006年1月15日のレアル・ソシエダ戦(1-0)では後半ロスタイムに決勝点を挙げ、RCDエスパニョールでの公式戦通算100得点を達成した。2006年4月12日に行われたレアル・サラゴサとのコパ・デル・レイ決勝では試合開始2分に先制点を決め、さらにルイス・ガルシアの得点をアシストして優勝に貢献した。2006-07シーズン序盤戦にはプリメーラ・ディビシオン通算100得点を達成した。第37節はFCバルセロナとのバルセロナ・ダービーであったが、このカンプ・ノウでの2得点でプリメーラ・ディビシオン通算112得点に達し、1970年代から1980年代初めに活躍したFWラファ・マラニョンが保持していたRCDエスパニョールの最多得点記録（111得点）を塗り替えた。リーグ戦で2位につけていたFCバルセロナを破ったことにより、首位レアル・マドリードのリーグ優勝を決定づけた。同シーズンのUEFAカップでは7試合に出場して2得点を挙げ、決勝で敗れたセビージャFCに次ぐ準優勝に貢献した。2007-08シーズンと2008-09シーズンは負傷の影響でコンディションを落とし、2008-09シーズン中盤戦からはウルグアイ人FWイバン・アロンソにポジションを譲った。しかし、シーズン最終節のマラガCF戦ではハットトリックを達成し、観客からスタンディング・オベーションが贈られた。このハットトリックで、2000-01シーズンから続けていた連続二桁得点記録を9シーズンに伸ばした。
2009-10シーズンは度重なる怪我やかつてのチームメイトであるマウリシオ・ポチェッティーノ監督との不仲、契約を巡ってのクラブ首脳陣との対立などで悲惨なシーズンとなった。冬の移籍期間にアルゼンチン人FW（現・イタリア代表）パブロ・ダニエル・オスヴァルドが加入するとタムードの立場はますます悪くなり、結局リーグ戦6試合に出場して無得点に終わった。2000-01シーズンから2008-09シーズンまで9シーズン連続で達成していた2桁得点は途切れたが、クラブ歴代最多の340試合に出場し、やはりクラブ歴代最多の129得点を挙げた。エスタディ・コルネリャ＝エル・プラットでのラストゲームとなった2010年5月8日のCAオサスナ戦後にはファンからの声援が止まず、チームメイトに胴上げされて送られた。
レアル・ソシエダ
2010年8月初頭、4シーズンぶりにプリメーラ・ディビシオン（1部）に復帰したレアル・ソシエダと1年契約を結んだ。デビュー戦は2010-11シーズン開幕戦となった8月29日のビジャレアルCF戦で、後半途中にホセバ・ジョレンテとの交代で出場した。9月13日のUDアルメリア戦ではヘディングで移籍後初得点を決め、その試合に続くレアル・マドリード戦とCAオサスナ戦でも得点した。
ラージョ・バジェカーノ
レアルから契約延長はオファーはなく、1年でチームを去ることとなった。2011年8月25日、昇格組のラージョ・バジェカーノと1年契約を結んだ。2011-12シーズン最終節となった2012年5月13日のグラナダCF戦で、後半ロスタイムに、チームを残留へと導く先制ゴールを決めた。

## 代表
2000年夏にはU-23スペイン代表としてシドニーオリンピックに出場し、準決勝のアメリカ戦で得点するなど活躍し、銀メダルを獲得した。2000年8月16日のドイツ戦でスペインA代表デビューした。2005年秋から2年間は招集されなかったが、2007年10月13日に行われたUEFA欧州選手権2008予選・デンマーク戦で2年ぶりに代表に復帰し、重要な得点を挙げた。

## 所属クラブ
- RCDエスパニョールB 1996-1997
- RCDエスパニョール 1997-2010

→ デポルティーボ・アラベス 1997-1998（loan）
→ UEリェイダ 1998-1999（loan）
- レアル・ソシエダ 2010-2011
- ラージョ・バジェカーノ 2011-2012
- CFパチューカ  2012
- ラージョ・バジェカーノ 2013
- CEサバデル 2013-2015

## タイトル

### クラブ
RCDエスパニョール
- コパ・デル・レイ優勝 : 1999-2000、2005-2006
- UEFAカップ準優勝 : 2006-2007

### 代表
U-23スペイン代表
- オリンピック銀メダル : 2000